# Claude Saumaise
Claude de Saumaise, Claudius Salmasius en latin, né le 15 avril 1588 à Semur-en-Auxois et mort le 3 septembre 1653 à Spa, est un humaniste et grammairien français.
Érudit français, d'origine bourguignonne, de religion protestante, il refusa toutes les propositions de s'installer à Paris ; en revanche il accomplit de nombreux voyages à l'étranger, en particulier à Heidelberg et à Leyde, où il occupa la chaire laissée par André Rivet, lequel succédait à Joseph Juste Scaliger.
Ses nombreux ouvrages d'érudition et ses polémiques lui ont valu une renommée universelle. La plupart des ouvrages d'érudition conservés à la bibliothèque de Bourgogne, sont écrits en latin et n'ont pas fait l'objet d'une traduction qui les rendrait accessibles au plus grand nombre. Un certain nombre de ses lettres en français ont été recueillies et sont actuellement accessibles sur Gallica.

## Biographie
Fils d'un érudit bourguignon, Bénigne de Saumaise, il est né à Semur-en-Auxois, le 15 avril 1588 (Papillon), d’une famille noble, qu’un de ses admirateurs a voulu faire remonter au temps du roi Robert. Son père voulut lui enseigner le latin et le grec.
Si l’on en croit même le plus ancien biographe de Saumaise (Antoine Clément), dès l’âge de dix ans, le jeune élève expliquait Ménage, il ne le cédait à aucun de ses contemporains.
À seize ans, il fut envoyé à Paris pour y compléter ses études, et c’est là que commencent ses liaisons avec Casaubon, dont l’influence fit incliner bientôt le jeune savant au protestantisme. Recommandé par ce grand helléniste à Denis Godefroy et à Gruter, Saumaise court, malgré son père, à l’université de Heidelberg, abjure les croyances catholiques, et, impatient de faire marcher de front avec l’étude du droit celle des antiquités grecques et romaines, il s’enferme avec Gruter dans la bibliothèque Palatine, la plus riche en manuscrits qui fût en Allemagne, consacre deux nuits sur trois au travail le plus opiniâtre, et tombe malade d’épuisement avant d’avoir publié son premier ouvrage.
Cet ouvrage était les deux livres des Nilus, archevêque de Thessalonique, et 'celui du moine Barlaam sur la primauté du pape, l’un et l’autre enrichis de corrections et de notes et dédiés à l’avocat général Servin, dont la bienveillance avait été précieuse à Saumaise lorsqu’il étudiait à Paris.
Une édition de Florus suivit de près. On le voit dès lors correspondre avec Joseph Juste Scaliger, qui le comblait de louanges, et résoudre les doutes des plus habiles sur les difficultés sans nombre qu’offraient à cette époque les manuscrits où s’étaient conservés les classiques d’Athènes et de Rome. En 1610, il consent, par déférence pour son père, à s’inscrire au nombre des avocats au parlement de Dijon. Mais il ne parut pas au barreau : préoccupé du désir de compléter l’Anthologie grecque, il ne put être distrait de cette entreprise que par la dispute qui s’était élevée sur la détermination des provinces et des Églises suburbicaires, entre le P. Sirmond et Jacques Godefroy, dont le père avait initié Saumaise dans la science des lois. Le savant bourguignon se déclara contre le jésuite, et ce combat d’érudition, dont l’avantage resta tout entier à Saumaise, n’était pas encore terminé lorsqu’il fit imprimer à Paris, en 1620, un travail bien autrement remarquable, une édition de l’Histoire Auguste : Historiæ Augustæ scriptores VI : El. Spartianus, Jul. Capitolinus, El. Lampridius, Vulcatius Gallicanus, Trebellius Pollio, Fl. Vopiscus, que l'on croyait être l'œuvre de ces six auteurs. C’était comme une continuation de la Vie des douze Césars de Suétone. Les remarques de Saumaise embrassaient toute l’histoire des empereurs.
De ce moment, il prit rang au-dessus de tous les commentateurs qui aspiraient à recueillir l’héritage littéraire de Casaubon et de Scaliger. L’infatigable critique préparait presque en même temps une édition du livre de Tertullien De pallio, qui lui servit de texte pour passer en revue tout ce qui tient aux vêtements des Romains. Un aussi zélé protestant ne pouvait laisser tomber cette occasion d’attaquer encore un jésuite, et, suivant la mode du temps, de l’injurier. Le P. Pétau ne crut point être obligé à plus de mesure dans sa réponse à un hérétique, qui, en outre, avait le tort d’être l’agresseur. Six brochures se succédèrent ; mais, à force d’érudition, la lutte demeura indécise, et il ne resta de toute cette dispute que le souvenir des épithètes de pecus, d’asinus et autres semblables, que les adversaires s’étaient prodiguées.
Au milieu de ces invectives, Saumaise était occupé de pensées matrimoniales. Le 5 septembre 1623, il avait épousé Anne Mercier, dont le père était une des colonnes du parti de la Réforme en France ; quant à sa femme, son caractère impérieux et tracassier rappelait l’humeur de la femme de Socrate. Ce mariage fixa Saumaise pour quelques années dans une maison de campagne voisine de Paris, et c’est là qu’il acheva son grand ouvrage sur Solin, ou plutôt sur l’Histoire naturelle de Pline (Plinianæ exercitationes in C. J. Solini Polyhistora, Paris, 1629, 2 vol. in-fol.), prodigieuse entreprise qui peut être considérée comme l’encyclopédie de ces temps encore tout hérissés des travaux et des erreurs de l’École. Saumaise ne s’était point borné à interroger l’antiquité classique, il avait fouillé les monuments scientifiques des Orientaux, et la lecture des Persans et des Arabes lui donna sur la botanique en particulier de grandes lumières, qu’il a consignées dans un livre à part, publié longtemps après.
Cependant son père, appuyé par le Parlement, essayait vainement de lui résigner sa charge. Le garde des sceaux Marillac fut inflexible, et toute la réputation de Saumaise ne put vaincre les scrupules du magistrat sur le danger de faire asseoir un protestant sur les fleurs de lys.
On ne sait si les refus de Marillac contribuèrent à l’exil volontaire du docte commentateur. Venise, Londres, La Haye l’appelaient depuis longtemps. Il préféra la Hollande, et accepta à l’université de Leyde la place que Joseph Juste Scaliger y avait occupée au-dessus des professeurs.
Sa santé déjà chancelante (« il y a desja huit jours que j'ai sceu qu'on me faisoit mort », confie-t-il à J. Dupuy), des craintes de peste le ramenèrent un moment en France ; toutes les séductions furent épuisées pour l’y retenir. Le titre de conseiller d’État, le collier de St-Michel, alors le second des ordres français, la promesse d’une pension égale à celle dont avait joui Grotius, ne purent balancer longtemps les espérances qu’il avait fondées sur ses coreligionnaires des Provinces-Unies.
Richelieu fit une deuxième tentative lorsque Saumaise revint, en 1640, recueillir la succession paternelle. Une pension de douze mille livres lui fut offerte, s’il voulait écrire la vie du cardinal. Saumaise répondit qu’il ne savait pas flatter, et il partit pour la Bourgogne. Richelieu mourut, et Mazarin s’efforça à son tour encore de fléchir la résistance du savant. Une pension de six mille livres fut accordée à Saumaise, et le brevet lui en fut expédié sans autre condition que son retour en France. Pour toute réponse à cette haute faveur, il fit imprimer son livre De primatu papæ, qui souleva contre lui l’assemblée du clergé de France et fut dénoncé par elle à la reine mère et au parlement. Au début de l'année 1641, puis juste avant de quitter la Bourgogne, il subit un violent accès de fièvre, précédant une « colique bilieuse » accompagnée de douleurs insupportables, puis de sang dans les urines.
Une polémique plus noble l’occupa bientôt tout entier. Charles II, proscrit en Angleterre, lui demanda une apologie de la mémoire de son père, que les juges dévoués à Cromwell venaient de condamner ; mais une telle cause aurait voulu un Bossuet ou un Pascal, et Saumaise n’était qu’un érudit du XVIIe siècle. Milton se chargea de lui répondre, et ceux qui l’ont proclamé vainqueur dans cette joute scolastique n’ont assurément pas lu son livre. Saumaise avait commencé le sien par ces mots : « L’horrible nouvelle du parricide commis depuis peu en Angleterre vient de blesser nos oreilles et encore plus nos cœurs. » « Il faut, répond Milton, ou que cette nouvelle ait eu une épée bien plus longue que celle de St-Pierre » qui coupa l’oreille à Malchus, « ou que les oreilles des Hollandais soient bien longues » ; car une « telle nouvelle » ne pouvait blesser que des « oreilles d’âne. » Saumaise se tut d’abord : mais ceux qui ont pris son silence pour un aveu de sa défaite ignorent qu’il avait laissé dans ses papiers une réplique, qui fut imprimée après sa mort, au moment même où la question venait d’être jugée par la restauration de Charles II, en 1660.
Saumaise n’avait pas besoin de ce nouveau titre pour être recherché par les rois. La reine de Bohême avait brigué l’honneur de sa correspondance, et Christine de Suède le pressait depuis longtemps de se rendre auprès d’elle. Le prince des commentateurs, entraîné par sa femme, accourut à la voix d’une souveraine qui lui écrivait en latin des lettres de sept pages et qui l’assurait qu’elle ne pouvait vivre contente sans lui. Mais, dans son second voyage, il ne tarda pas à être réclamé par les curateurs de l’académie de Leyde, qui écrivirent à leur tour à la reine que « le monde ne pouvait pas se passer de la présence du soleil, ni leur université de celle de Saumaise », et Christine se laissa persuader.
À son retour, Saumaise fut admis par le roi de Danemark à sa table et reconduit à ses frais, comblé de présents, jusqu’aux frontières du royaume ; mais sa constitution, naturellement débile, ne put se relever des fatigues de ce voyage. Il suivit en vain sa femme aux eaux de Spa : il mourut auprès d’elle, entre les bras d’un théologien calviniste, le 6 septembre 1653.
Christine lui fit faire une oraison funèbre et se chargea de l’éducation de son troisième fils. Tel avait été son enthousiasme, peut-être un peu factice, pour le père que, sur le seul avis qu’Isaac Vossius préparait un livre pour réfuter plusieurs des opinions de Saumaise, elle lui avait retiré la charge de bibliothécaire qu’il tenait d’elle et lui avait défendu sa présence.
La mort de Claude de Saumaise fut un événement en Europe. Son immense érudition, qui faisait dire hyperboliquement à Guez de Balzac que ce qui avait échappé à un tel homme manquait à la science et non à son génie, sa vaste correspondance, l’ardente persévérance de ses recherches avaient fait de son cabinet le centre des travaux de la philologie contemporaine. Le petit nombre de lettres qui ont été conservées de lui le montrent dominant, par l’autorité de son nom et l’universalité de ses études, les plus savants hommes de cette époque : les frères Jacques et Pierre Dupuy, Rigault, Daillé, Peiresc, Bochart et Ménage, en France ; en Hollande, Grotius, J. F. Gronovius, le médecin Beverwijk, l'orientaliste Golius, Nicolas Heinsius ; l'humaniste Bombino en Italie et nombre d’autres. Cet homme faible et valétudinaire avait appris sans maître le persan, le chaldéen, l’hébreu, l’arabe et le copte. Il tenta même de deviner la langue étrusque, dont il ne nous reste que des fragments mutilés. On cite de lui des prodiges de mémoire. Dans une conversation avec Golius, il lui arriva de citer plusieurs versets d’un Pentateuque persan qu’il n’avait lu qu’une fois, il y avait plus de dix années. Une grande partie de ses écrits, et notamment l’apologie de Charles Ier, ont été composés sans le secours d’aucun livre et plus d’une fois avec tant de précipitation qu’il lui échappait des erreurs qu’un écolier aurait relevées. C’est ainsi que, dans son traité de la transsubstantiation, il reproche aux catholiques de ne pas mêler le vin à l’eau dans l’Eucharistie.

## Œuvres

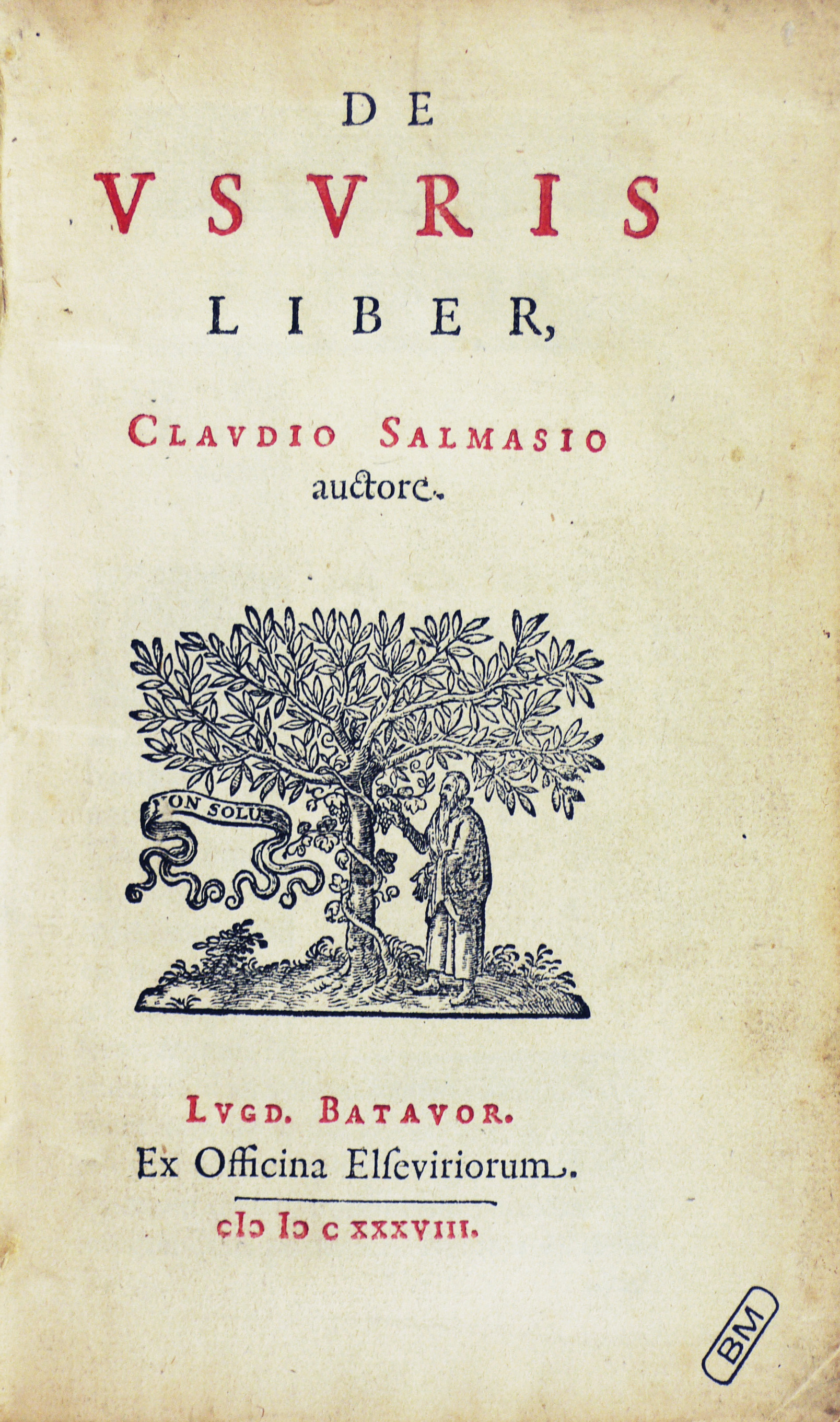
De usuris, 1638.

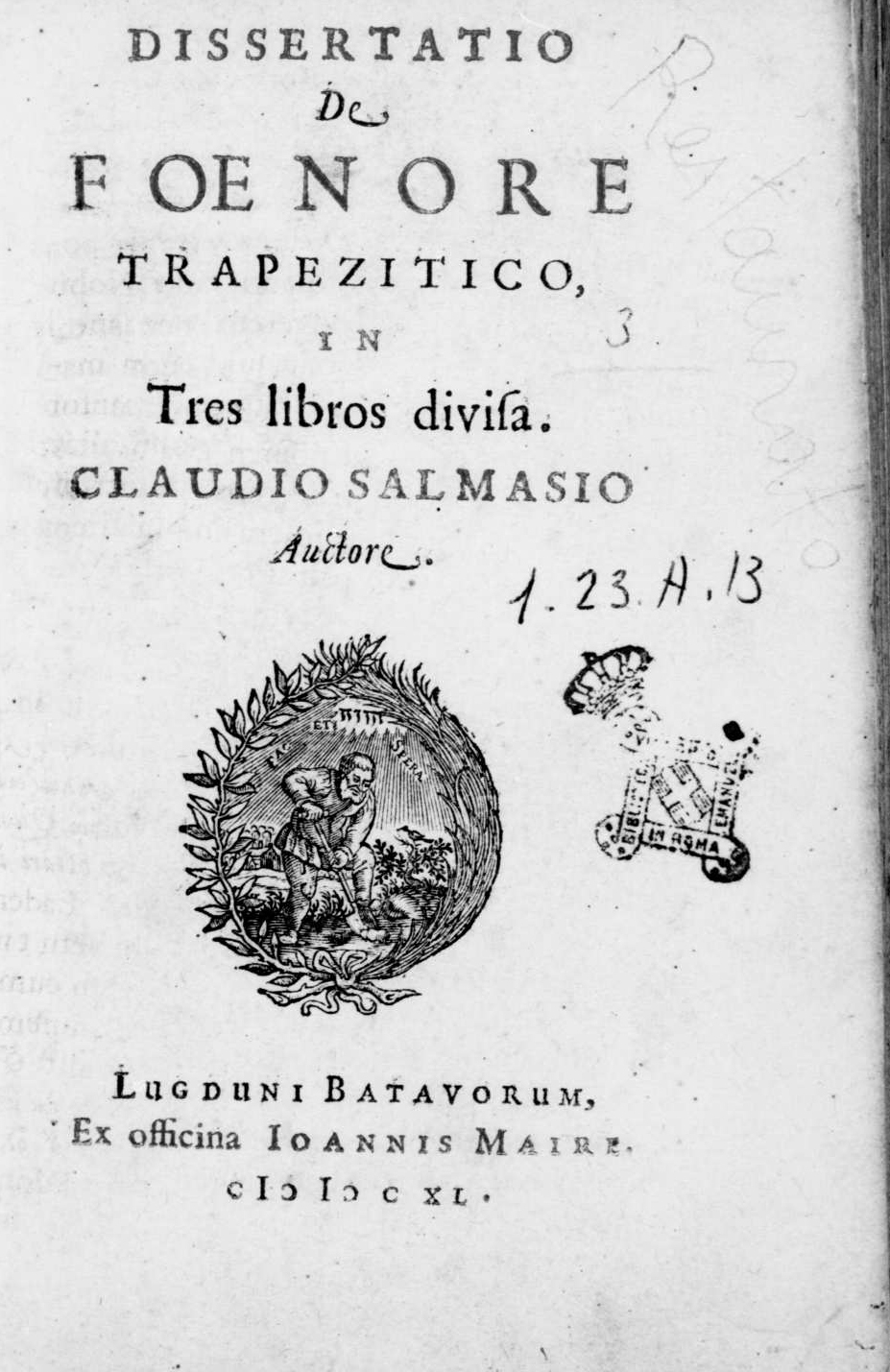
Dissertatio de foenore trapezitico, 1640

Une liste complète de ses ouvrages se trouve dans la Bibliothèque des auteurs de Bourgogne de Philibert Papillon : l’auteur porte à quatre-vingt le nombre de ceux qui ont été imprimés et à soixante celui de ceux qui sont restés manuscrits.
- les deux livres des Nilus, archevêque de Thessalonique, et celui du moine Barlaam sur la primauté du pape, 1609 ;
- Florus, 1609 ;
- Historiae Augustae scriptores, 6, El. Spartianus, Jul. Capitolinus, El. Lampridius, Vulcatius Gallicanus, Trebellius Polio, Fl. Vopiscus, 1620 ;
- Solin ou plutôt sur l’Histoire naturelle de Pline Plinianae exercitationes in C. J. Solini Polyhistora, 1629 ;
- (la) De usuris, Lyon, Bonaventura Elzevier & Abraham Elzevier, 1638 (lire en ligne) in-8°.
- De modo usurarum, Leyde, 1639, in-8° ;
- (la) Dissertatio de foenore trapezitico, Lyon, Joannes Maire, 1640 (lire en ligne)
- (la) Diatriba de mutuo, non esse alienationem, Lyon, Joannes Maire, 1640 (lire en ligne)
- De lingua hellenistica, 1643 ;
- De cruce[8], Leyde, J. Maire, 1646 ;
- Interpretatio Hippocratei aphorismi de calculo, avec une réponse aux doutes de Beverwick.

### Polémiques
- De primatu Papae, 1645 ;
- Defensio regia pro Carolo I, 1649.

### Posthumes
- Epistolae (1656)
- De re militari Romanorum, 1657.

Enfin Saumaise condamna aux flammes ceux de ses écrits polémiques qui n’avaient pas vu le jour avant sa mort (voy. VORST).

## Sources
- (en) Cet article est partiellement ou en totalité issu de l’article de Wikipédia en anglais intitulé « Claudius Salmasius » (voir la liste des auteurs).
- Biographie universelle ancienne et moderne (Michaud) - Saumaise Claude